# Alberta (яхта короля Бельгии)
Alberta  — яхта короля Бельгии Леопольда II в период с 1898 по 1909 гг. Одна из самых красивых яхт своего времени.

## История создания
Была построена в 1897 году в Шотландии для Энтони Дж. Дрексел и была зарегистрирована Littl & Johnson (Лондон).

## Служба в качестве королевской яхты
В 1898 году была взята в долгосрочную аренду яхта «Margarita» которая и стала яхтой «Alberta». Аренда такой морской яхты и её обслуживание шли в основном от доходов колонии Конго. Команда состояла исключительно из англичан. Кроме того на корабле никогда не поднимался государственный флаг Бельгии, а всегда ходила под военно-морским британским флагом.

Посещала норвежские фьорды, Французскую Ривьеру и остров Уайт. Использовалась не только как круизная но и как «официальная» яхта. 27 июля 1905, король использовал её на торжествах в Антверпене по случаю 75 лет независимости. Королевская семья 23 июля 1907 на борту яхты открывала новые порты Брюгге и Зеебрюгге.
В январе 1906 года «Альберта» попала в сильный шторм.

После того как Леопольд II передал управление Конго государству, его финансовое положение пошатнулось. Для снижения расходов предполагали переквалифицировать в «вооружённую королевскую яхту» и использовать её также как судно охраны рыболовства, но от этого проекта в конечном итоге отказались.

## Конструкция судна
Корпус стальной. На корабле имелись: библиотека, большая столовая, три каюты для гостей, кабинет, гостиная — под названием Белый зал, гардеробная, камбуз, и другие помещения. В корме личные каюты Леопольда II.

## Дальнейшая судьба
Король Леопольд II умер 17 декабря 1909. Дальнейшая судьба королевской яхты была неизвестна более семи месяцев, это время она стояла в порту Остенде. Наконец, король Альберт решил в 1910 году не продлевать прав аренды и судно отправилось в порт Саутгемптона. Вскоре она была куплена английским бизнесменом Джефферсон Давосе Кона, через 2 года владельцем стал F.-G. Борн, использовалось как судно охраны во время первой мировой в Галифаксе, Канада, а затем в 1917 году была продана ВМФ России где получила название «Рассвет». Во время стоянки в Ливерпуле вспыхнула русская революция и Великобритании использовала это как повод реквизировать корабль для использования в качестве охотника за ПЛ. С этого момента, она была переименована в «HMS Surprise». После войны она два раза перепродавалась британским подданным, а во время Второй мировой войны была снова реквизирована британским правительством войдя в состав «Средиземноморского флота». Погибла из-за пожара в 1942 году.

## Галерея

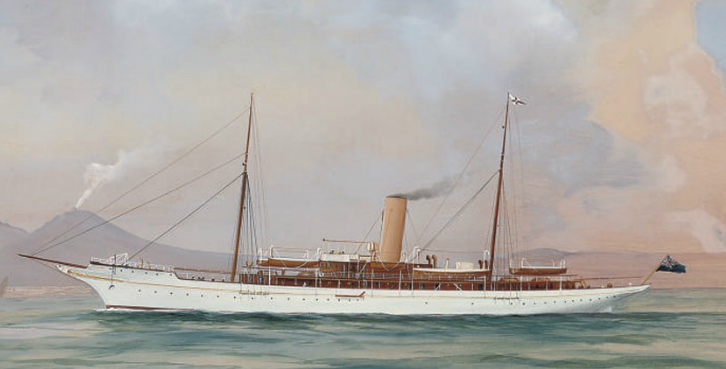
Яхта Alberta
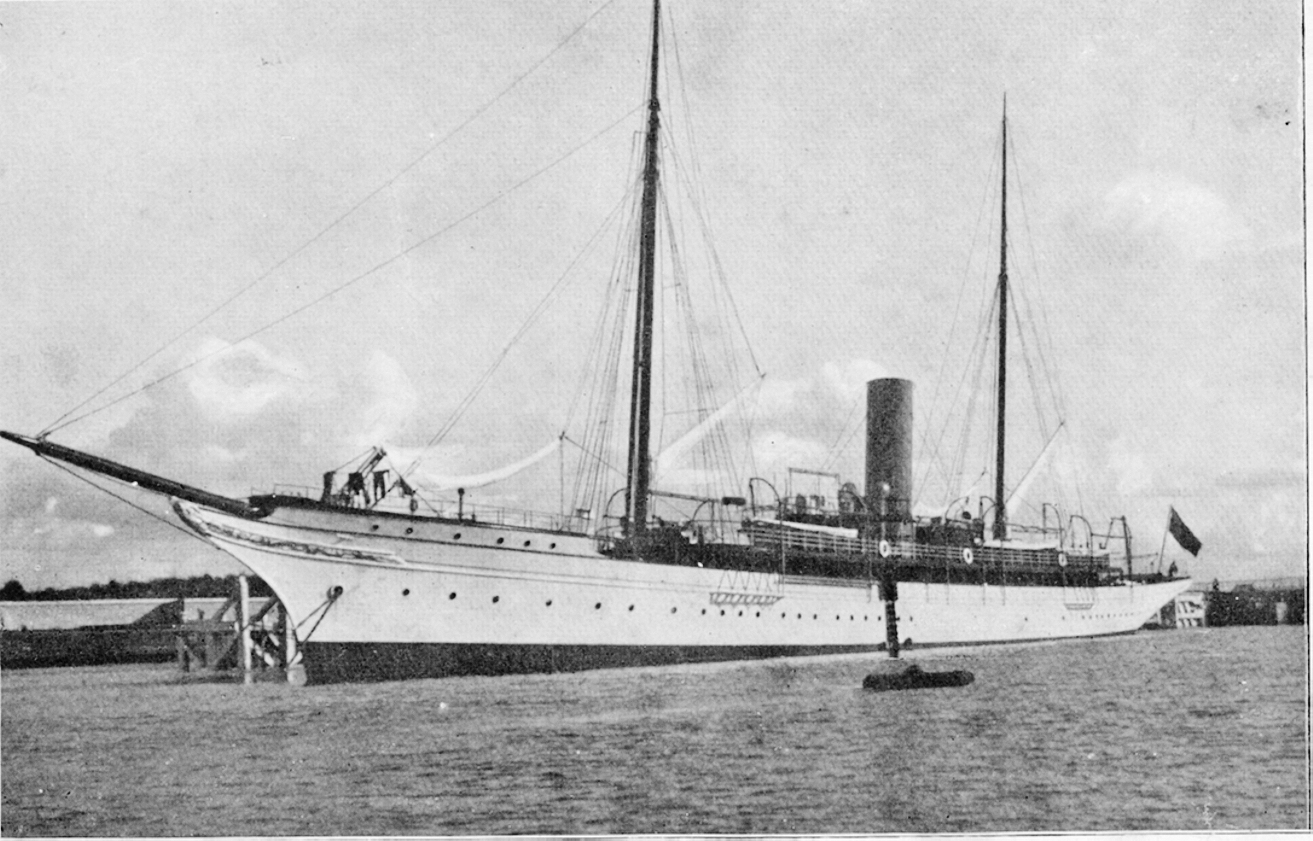
Яхта короля Леопольда II
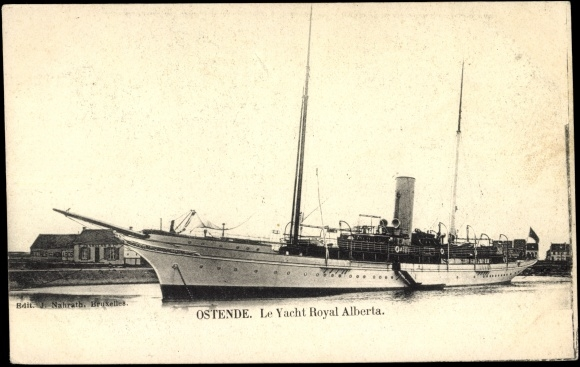
Яхта короля Леопольда II
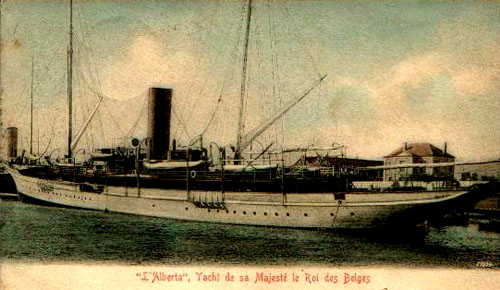
Яхта короля Леопольда II